# Kanton Corps
Der Kanton Corps war bis 2015 ein französischer Wahlkreis im Arrondissement Grenoble, im Département Isère und in der Region Rhône-Alpes. Sein Hauptort war Corps. Vertreter im conseil général des Départements war zuletzt von 1973 bis 2015 Gérard Cardin.

## Gemeinden
| Gemeinde                  | Einwohner Jahr | Fläche km² | Bevölkerungsdichte | Code INSEE | Postleitzahl |
| ------------------------- | -------------- | ---------- | ------------------ | ---------- | ------------ |
| Ambel                     | 18 (2013)      | –          | – Einw./km²        | 38008      | 38970        |
| Beaufin                   | 22 (2013)      | –          | – Einw./km²        | 38031      | 38970        |
| Corps                     | 504 (2013)     | –          | – Einw./km²        | 38128      | 38970        |
| Les Côtes-de-Corps        | 66 (2013)      | –          | – Einw./km²        | 38132      | 38970        |
| Monestier-d’Ambel         | 22 (2013)      | –          | – Einw./km²        | 38241      | 38970        |
| Pellafol                  | 140 (2013)     | –          | – Einw./km²        | 38299      | 38970        |
| Quet-en-Beaumont          | 61 (2013)      | –          | – Einw./km²        | 38329      | 38970        |
| Saint-Laurent-en-Beaumont | 453 (2013)     | –          | – Einw./km²        | 38413      | 38350        |
| Sainte-Luce               | 42 (2013)      | –          | – Einw./km²        | 38414      | 38970        |
| Saint-Michel-en-Beaumont  | 34 (2013)      | –          | – Einw./km²        | 38428      | 38350        |
| Saint-Pierre-de-Méaroz    | 135 (2013)     | –          | – Einw./km²        | 38444      | 38350        |
| La Salette-Fallavaux      | 75 (2013)      | –          | – Einw./km²        | 38469      | 38970        |
| La Salle-en-Beaumont      | 322 (2013)     | –          | – Einw./km²        | 38470      | 38350        |